# Василије Ђуровић Жарки
Василије Ђуровић Жарки (Грлић, код Даниловграда, 18. октобар 1920 — Ниш, 21. мај 1944) био је учесник Народноослободилачке борбе и народни херој Југославије.

## Биографија
Рођен је 18. октобра 1920. у Грлићу, код Даниловграда. Током гимназијског школовања, прихватио је комунистичке идеје, због чега је неколико пута био искључиван из гимназије у Пећи, Никшићу и Новом Пазару. Матурирао је у Прокупљу, где је такође био активан у омладинском револуционарном покрету.
Иако у Прокупљу до децембра 1940. није постојала партијска организација Комунистичке партије Југославије (КПЈ), а до 1941. ни организација Савеза комунистичке омладине Југославије (СКОЈ), ученици гимназије, који су се сматрали комунистима, самоиницијативно су оснивали ђачке групе, које су издавале илегалне часописе и листове, а једна група, у којој је био и Ђуровић, издавала је сатирично-хумористички лист.
Како би онемогућила комунистичко деловање, полиција је у сарадњи са управом гимназије, почетком октобра 1940. организовала претрес станова сумњивих ученика. Том приликом, код неких ученика пронађене су забрањене комунистичке и друге књиге. Међу ученицима који су били окривљени за ширење комунистичких идеја био је и Ђуровић. Гимназијска управа је оштро казнила осумњичене ученике. Једне је искључила из свих школа у земљи без икаквог права на полагање, а друге је искључила из свих школа, али са правом приватног полагања, док је треће казнила разним укорима. Међу ученицима који су кажњени укором нашао се и Василије Ђуровић. Кажњени ученици нису били заплашени и наставили су са илегалним радом. У мартовским данима 1941. сви ти и други ученици узели су видно учешће у демонстрацијама пре и за време војног пуча од 27. марта. Ђуровић се посебно истицао међу овим омладнцима.
Након окупације Југославије, 1941. активно је учествова у припремама оружаног устанка. Налазио се у групи чланова КПЈ и СКОЈ, која је 3. августа 1941. напустила изашла из Прокупља и сакупила се на јужним падинама Јастрепца, у шуми поред манастира Ајдановац, ради оснивања Топличког партизанског одреда. Одред је у почетку имао око 30 бораца, а прву акцију извео је 12. августа 1941, када је извршен напад на жандармеријску станицу у Великој Плани, код Прокупља. Ово је било „ратно крштење” за већину бораца, па и за Ђуровића, који је приликом формирања одреда добио партизанско име Жарки. Сличну акцију одред је извео у ноћи 22/23. августа 1941. у Житорађи.
Након споразума Косте Пећанца с Немцима, његови четници су 11. септембра 1941. ушли у Прокупље, из кога су Немци отишли неколико дана касније. Штаб Топличког партизанског одреда тада је одлучио да нападне четнике и ослободи град, пошто је 17. септембра успео да потуче Пећанчеве четнике у Доњој Драгуши. Напад на Прокупље, које је бранило око 200 четника, извршен је у ноћи 9/10. октобра 1941. са 60 бораца Топличког, једном четом од 30 бораца Кукавичког партизанског одреда и месним десетинама. Град је био ослобођен, што је имало великог значаја за Народноослободилачки покрет (НОП). У овим првим, као и осталим борбама, Жарки се калио као храбар борац. Најпре је био постављен за командира чете, а касније је постао командант батаљона, па командант одреда, и на крају командант Девете српске бригаде.
У борби против четника код Чубуре, на падинама Малог Јастрепца, 2. марта 1942, био је рањен. У борби против четника у Азбресници, 15. маја 1942, убио је злогласног четника Арсу из Љуптена. Ради јачања партизанског покрета на Озрену, био је 1943. са групом бораца са Јастребца упућен у Тимочку крајину. Овде је био именован за команданта Зајечарско-тимочког партизанског одреда и на овој дужности је остао до 11. марта 1944, када је постављен за команданта Девете српске бригаде.
После боравка у Топлици, бригада је са Нишким партизанским одредом, кренула у источну Србију. Код села Тешице намеравала је да пређе на десну страну Јужне Мораве, али је наишла је на јаке бугарске снаге и вратила се у село Кулину. Након детаљних припрема, бригада је 19. маја 1944. прешла на десну обалу Јужне Мораве и одмах се упутила од села Трупала, равницом преко железничке пруге и друма. Стигла је у село Ћумурлију, а затим усиљеним маршом у село Хум. Нишки одред је преко Хумске чуке пошао је према Мечијем врху, а колона Девете бригаде пошла је путем, где је наишла на Немце. Приликом сусрета са Немцима, 20. маја 1944. на гребену јужно од села Церја, дошло је до изненадне борбе, током које је погинуло и заробљено неколико партизана, међу којима и Жарки. Сутрадан 21. маја 1944. Штаб Девете српске бригаде је од партијског руководства Ниша обавештен да је Жарки стрељан у концентрационом логору на Црвеном Крсту у Нишу.
Указом председника ФНР Југославије Јосипа Броза Тита 6. јула 1953. проглашен је за народног хероја.